# 8071 Simonelli
A 8071 Simonelli (ideiglenes jelöléssel 1981 GO) a Naprendszer kisbolygóövében található aszteroida. Edward L. G. Bowell fedezte fel 1981. április 5-én.